# Глобальный центр «Новый век»
Глобальный центр «Новый век» (кит. 新世纪环球中心) — многофункциональное здание в городе Чэнду в Китае. Признано самым большим цельным зданием в мире.
Площадь многофункционального комплекса — 1,76 миллиона квадратных метров (втрое больше Пентагона и в 20 раз больше Сиднейского оперного театра). Длина здания — 500 метров, ширина — 400 метров, высота — 100 метров. В здании разместятся торговые площади, офисы, конференц-залы, университетский комплекс, два коммерческих центра, два пятизвездочных отеля, кинотеатр IMAX, аквапарк с искусственным пляжем на 5 тысяч кв.м. и пр. Строительство заняло три года.